# Stazione di Monteu da Po
La stazione di Monteu da Po è una fermata ferroviaria posta sulla linea Chivasso-Asti. Chiuso al traffico, assieme all'intera linea, dal 2011 al 2018, l'impianto serviva il centro abitato di Monteu da Po.

## Storia
L'impianto venne attivato come stazione il 20 ottobre 1912 dalle Ferrovie dello Stato, contestualmente all'inaugurazione della linea.
Lontana dal fronte della prima guerra mondiale e poco interessata anche dalle vicende della seconda non costituendo obiettivo strategico primario, la stazione risentì di tali eventi solo per le conseguenti fluttuazioni della domanda di trasporto, iniziando nel secondo dopoguerra un periodo di costante calo dei proventi da traffico dovuto all'avvento della motorizzazione privata e a un orientamento comune non più favorevole al trasporto su ferro.
Sostituita da tempo la trazione a vapore grazie all'impiego di automotrici termiche, il traffico continuò a mantenersi a livelli insoddisfacenti e in luogo del potenziamento del servizio per conquistare nuove fasce di utenza nel 1986 la ferrovia venne inclusa in un elenco di "rami secchi" da sopprimere, salvandosi dai tagli alla rete operati in quel periodo previe alcune modifiche minori d'orario volte ad abbassare i costi di esercizio.
Nonostante gli investimenti appena profusi, l'ipotesi del tagli di alcune linee fu nuovamente ventilata nel 1993 ma fu ben presto la natura a porre il primo serio ostacolo al proseguimento dell'esercizio: la linea subì infatti ingenti danni durante l'alluvione del fiume Po nel 1994, quando crollò quasi interamente il ponte su tale fiume. I lavori di ripristino comportarono dunque la ricostruzione del ponte sul Po; durante il loro svolgimento fu istituito un autoservizio fra Chivasso e Cocconato che perdurò fino al 27 agosto 2000 quando fu inaugurata la riapertura dell'intera linea ferroviaria.
Nel 2001 la gestione della linea, e con essa quella della fermata di Monteu da Po, passò alla neocostituita Rete Ferroviaria Italiana.
La pesante situazione economico-finanziaria della Regione Piemonte indusse la stessa a sospendere i contratti di servizio su numerose linee secondarie di propria competenza, portando nel settembre 2011 alla definitiva sospensione del servizio sulla Chivasso-Asti; terminato da tempo il servizio merci il contratto di servizio con Trenitalia per il trasporto passeggeri non venne dunque più rinnovato.
Il 3 agosto 2018 viene ufficializzata dall'assessore Francesco Balocco la riapertura al servizio viaggiatori insieme al tratto Chivasso-Brozolo in attesa di successivi interventi di ripristino della restante tratta fino ad Asti, necessitante di importanti interventi infrastrutturali.

## Strutture e impianti
All'inizio degli anni novanta l'intera rete secondaria piemontese fu oggetto di un profondo programma di rinnovamento che mirava a diminuire i costi di esercizio attraverso l'automazione e il telecomando degli impianti; chiusa nel 1991, la Asti-Chivasso fu dunque oggetto di lavori che comportarono l'eliminazione dei binari di incrocio di Monteu da Po con conseguente trasformazione in fermata impresenziata; la linea fu riaperta il 19 novembre 1992.

## Interscambi
Fra il 1883 e il 1949 nelle adiacenze dell'allora stazione era possibile l'interscambio con i convogli in servizio sulla tranvia Torino-Chivasso/Brusasco.